# Mellilla anaplagiata
Mellilla anaplagiata là một loài bướm đêm trong họ Geometridae.